# Колфакс (Індіана)
Колфакс (англ. Colfax) — місто (англ. town) в США, в окрузі Клінтон штату Індіана. Населення — 702 особи (2020).

## Географія
Колфакс розташований за координатами 40°11′39″ пн. ш. 86°40′2″ зх. д. / 40.19417° пн. ш. 86.66722° зх. д. (40.194287, -86.667183).  За даними Бюро перепису населення США в 2010 році місто мало площу 0,94 км², уся площа — суходіл.

## Демографія
Згідно з переписом 2010 року, у місті мешкала 691 особа в 268 домогосподарствах у складі 194 родин. Густота населення становила 734 особи/км².  Було 322 помешкання (342/км²).
Расовий склад населення:
| - 96,1 % — білих - 0,7 % — азіатів - 0,4 % — чорних або афроамериканців |

До двох чи більше рас належало 2,5 %. Частка іспаномовних становила 3,2 % від усіх жителів.
За віковим діапазоном населення розподілялося таким чином: 25,2 % — особи молодші 18 років, 59,6 % — особи у віці 18—64 років, 15,2 % — особи у віці 65 років та старші. Медіана віку мешканця становила 40,1 року. На 100 осіб жіночої статі у місті припадало 89,3 чоловіків;  на 100 жінок у віці від 18 років та старших — 92,9 чоловіків також старших 18 років.
Середній дохід на одне домашнє господарство  становив 48 702 долари США (медіана — 41 923), а середній дохід на одну сім'ю — 53 963 долари (медіана — 48 516). За межею бідності перебувало 12,3 % осіб, у тому числі 18,3 % дітей у віці до 18 років та 5,3 % осіб у віці 65 років та старших.
Цивільне працевлаштоване населення становило 313 особи. Основні галузі зайнятості: виробництво — 32,9 %, освіта, охорона здоров'я та соціальна допомога — 15,3 %, роздрібна торгівля — 9,6 %, будівництво — 9,3 %.